# Arthur Guyton
Arthur Clifton Guyton  (8 de septiembre de 1919-3 de abril de 2003) fue un fisiólogo estadounidense. Nació en Oxford, Misisipi, hijo del Dr. Billy S. Guyton, un muy respetado otorrinolaringólogo (quien más tarde se convertiría en decano de la Escuela de Medicina de la Universidad de Misisipi) y de Kate Smallwood Guyton, una maestra de matemáticas y física que fue misionera en China antes de casarse.
Guyton fue muy famoso por sus experimentos en los años 50, en los cuales estudió la fisiología del gasto cardíaco y su relación con la circulación periférica. 
Fue este trabajo el que revolucionó el saber convencional de que era el corazón por sí mismo el que controlaba el gasto cardíaco. Guyton demostró que era la necesidad de oxígeno de los tejidos del cuerpo la que en realidad regulaba el gasto cardíaco. Las "Curvas de Guyton" que describen la relación entre las presiones auriculares derechas y el gasto cardíaco y forman las bases de la comprensión de la fisiología de la circulación.
El Dr. Guyton inicialmente quiso convertirse en cirujano cardiovascular pero quedó parcialmente paralizado después de estar infectado por poliomielitis. Sufrió esta infección en 1946, durante su último año de residencia. Sufriendo de parálisis en la pierna derecha, brazo izquierdo y ambos hombros, pasó nueve meses en Warm Springs, Georgia, recuperándose y usando su mente creativa para construir la primera silla de ruedas motorizada controlada por un “joy stick”, un elevador motorizado para pacientes y otros aparatos para inválidos. Por estas invenciones recibió Mención Presidencial.
Debido a su incapacidad, tuvo que abandonar su plan de convertirse en cirujano. En cambio se concentró en la enseñanza e investigación de la fisiología y se convirtió en la cabeza del Departamento de Fisiología y Biofísica de la Universidad de Misisipi. Se retiró como presidente del departamento en 1989 pero continuó como profesor emérito hasta su muerte en 2003. A pesar de su incapacidad, fue padre de 10 hijos, todos reconocidos médicos, incluyendo un profesor de Oftalmología, un profesor de Cirugía, un profesor de Medicina, un cirujano cardiotorácico, un reumatólogo, dos anestesiólogos y dos cirujanos ortopédicos. Ocho de sus diez hijos estudiaron en la Escuela de Medicina de Harvard.
Guyton es principalmente conocido por su libro 'Tratado de Fisiología Médica', cuya primera edición fue publicada en 1956. Desde entonces, han sido publicadas 14 ediciones (10 antes de la muerte de Guyton) y las primeras ocho escritas íntegramente por él. El 'Tratado de Fisiología Médica' es el libro mejor vendido sobre fisiología del mundo y ha sido traducido a más de 10 idiomas. Muchas partes del libro fueron dictadas por Guyton, ya que estaba inhabilitado para escribir debido a la poliomielitis.